# Battlecry Under a Wintersun
Battlecry Under a Wintersun debitantski je album kanadskog heavy metal sastava 3 Inches of Blood. Album je objavljen 2. ožujka 2002. godine, a objavila ga je diskografska kuća Teenage Rampage.

## Popis pjesama
| 1.    | »Ride Darkhorse, Ride«                      | 3:26 |
| 2.    | »Destroy the Orcs«                          | 2:13 |
| 3.    | »Headwaters of the River of Blood«          | 3:03 |
| 4.    | »Heir to the Chaos Throne«                  | 3:42 |
| 5.    | »Skeletal Onslaught«                        | 3:48 |
| 6.    | »Journey to the Promiseland« (instrumental) | 2:26 |
| 7.    | »Lady Deathwish«                            | 3:44 |
| 8.    | »Curse of the Lighthouse Keeper«            | 3:12 |
| 9.    | »Blazing Fires of Evermore«                 | 3:16 |
| 10.   | »Hall of Heroes«                            | 4:21 |
| 11.   | »Balls of Ice«                              | 3:44 |
| 36:55 |                                             |      |

## Zasluge
| 3 Inches of Blood - Cam Pipes – čisti vokali, prateći vokali (na pjesmama 3, 10 i 11) - Jamie Hooper – vrišteći vokali, prateći vokali (na pjesmama 3, 10 i 11), fotografija - Sunny Dhak – glavna gitara, prateći vokali (na pjesmama 3, 10 i 11) - Bobby Froese – ritam gitara, prateći vokali (na pjesmama 3, 10 i 11) - Rich Trawick – bas-gitara, prateći vokali (na pjesmama 3, 10 i 11) - Geoff Trawick – bubnjevi, prateći vokali (na pjesmama 3, 10 i 11) Dodatni glazbenici - Brad Congram – prateći vokali (na pjesmama 3, 10 i 11) - Brian Mitchell – prateći vokali (na pjesmama 3, 10 i 11) - Christoph Hofmeister – prateći vokali (na pjesmama 3, 10 i 11) - Dan Siney – prateći vokali (na pjesmama 3, 10 i 11) - Jeff Lee – prateći vokali (na pjesmama 3, 10 i 11) - Jesse Gander – prateći vokali (na pjesmama 3, 10 i 11) - Kevin Keegan – prateći vokali (na pjesmama 3, 10 i 11) - Paul Warsaw – prateći vokali (na pjesmama 3, 10 i 11) - Ryan Sabourin – prateći vokali (na pjesmama 3, 10 i 11) - Ryan Wagner – prateći vokali (na pjesmama 3, 10 i 11) - Steve Matheson – prateći vokali (na pjesmama 3, 10 i 11) - Travis Pastor – prateći vokali (na pjesmama 3, 10 i 11) | Ostalo osoblje - Crazy Dave Coleman - fotografija - g.e.o.f.f. Koebel - fotografija - Jay Watts - fotografija - Ian Johnsen - omot - Der Todersking - ilustracije - Bobby Froese - dizajn - Jesse Gander - producent, inženjer zvuka |